# Lavarand

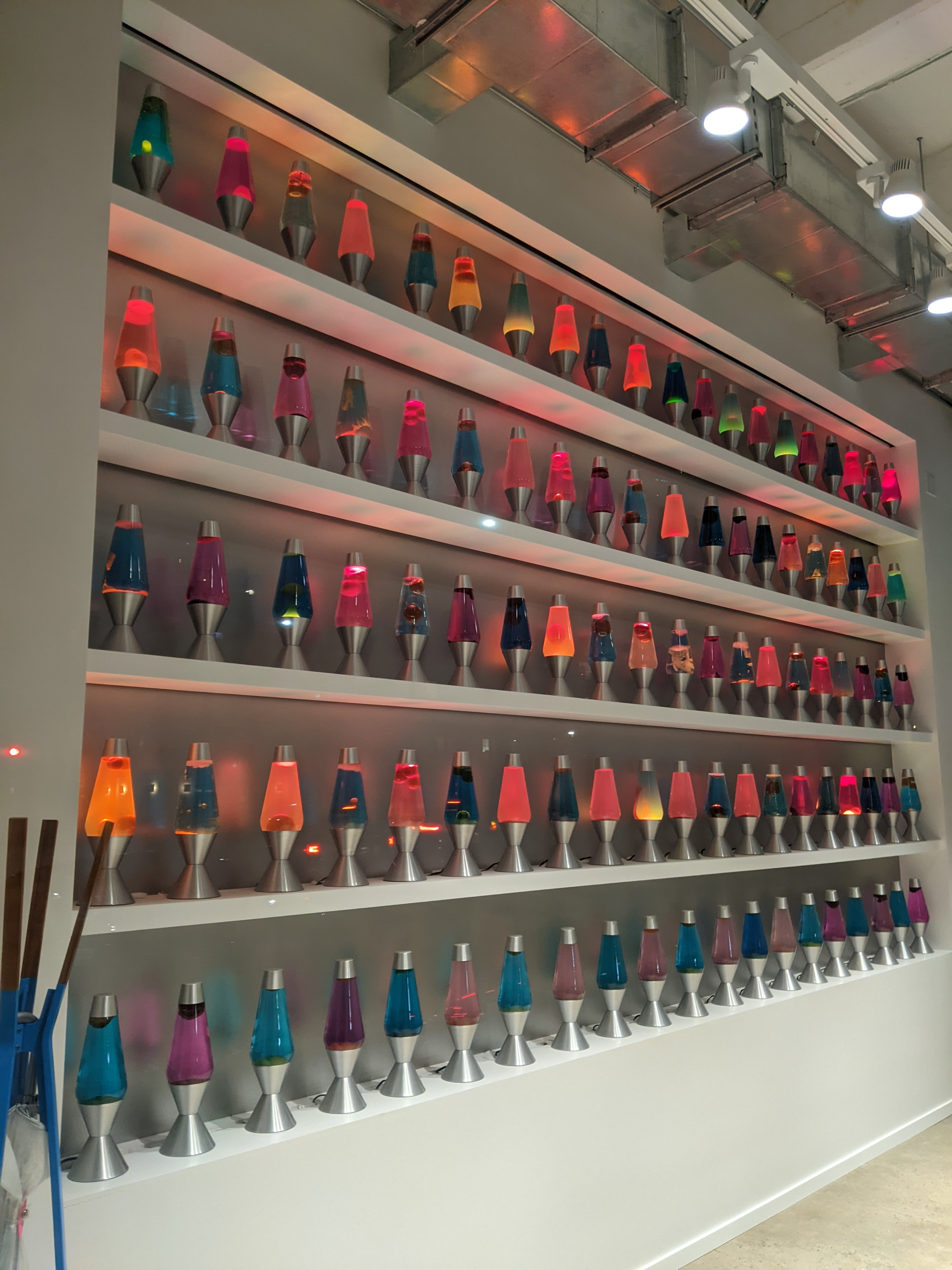
Cloudflare辦公室的熔岩燈牆

Lavarand是由矽谷圖形公司設計的硬體亂數生成器，其工作原理是拍攝熔岩燈中漂浮材料形成的圖案，從圖片中提取隨機數據，並使用結果作為偽隨機數生成器的種子。

## 細節
儘管隨機數生成的次要部分使用偽隨機數生成器，但由於使用了隨機種子，因此整個過程基本上可以稱為「真正的」隨機數生成器。然而其適用性受到其低帶寬的限制。
它包含在現已過期的美國專利第5,732,138号中，標題為「用混沌系統數字化的加密散列播種偽隨機數生成器的方法。」由Landon Curt Noll、Robert G. Mende和Sanjeev Sisodiya著。
從1997年到2001年，lavarand.sgi.com上有一個網站展示了該技術。該工藝的創始人之一Landon Curt Noll繼續幫助開發不使用熔岩燈的LavaRnd。儘管lavarand.sgi.com的壽命很短，但它經常被引用為在線隨機數源的示例。
截至2017年，Cloudflare維護著一個類似的熔岩燈系統來保護網際網路流量。

## 外部連結
- Archived version of original Lavarand.com from Archive.org (pictures do not work)
- Cloudflare blog post about LavaRand in production （页面存档备份，存于）